# (10100) Bürgel
10100 Burgel (1991 XH1) – planetoida z grupy pasa głównego asteroid okrążająca Słońce w ciągu 3,75 lat w średniej odległości 2,41 j.a. Odkryta 10 grudnia 1991 roku.